# Xã Sumter, Quận McLeod, Minnesota
Xã Sumter (tiếng Anh: Sumter Township) là một xã thuộc quận McLeod, tiểu bang Minnesota, Hoa Kỳ. Năm 2010, dân số của xã này là 535 người.